# Marcus Popillius Laenas (Konsul 359 v. Chr.)
Marcus Popillius Laenas war ein im 4. Jahrhundert v. Chr. lebender und zum plebejischen Geschlecht der Popillier gehöriger Politiker der Römischen Republik. 359, 356, möglicherweise 354, 350 und 348 v. Chr. amtierte er als Konsul, bekleidete dieses höchste römische Staatsamt also vier- oder fünfmal.

## Leben
Laut den Triumphalfasten führte der Vater von Marcus Popillius Laenas ebenfalls das Pränomen Marcus, sein Großvater hingegen das Pränomen Gaius. Das erste bekannte Amt seines cursus honorum ist die kurulische Ädilität, die er 364 v. Chr. innehatte; diese Magistratur war erst zwei Jahre zuvor eingeführt worden. In dieser Eigenschaft veranstaltete er mit seinem Amtskollegen die ersten ludi scaenici (Theaterspiele) in Rom.
359 v. Chr. erreichte Popillius Laenas das erste Mal das Konsulat, das er gemeinsam mit Gnaeus Manlius Capitolinus Imperiosus ausübte. Beide Konsuln wehrten gemeinsam einen plötzlichen nächtlichen Angriff der Tiburtiner auf Rom erfolgreich ab. Popillius Laenas bekleidete auch das Priesteramt eines flamen Carmentalis und führte in dieser Funktion während seines ersten Konsulats gerade ein Staatsopfer durch, als er von dem Aufruhr einer Volksmenge gegen den Senat vernahm. Noch in seinen priesterlichen Mantel, die laena, gehüllt, hastete er laut Cicero zur rebellischen Plebs, die er kraft seiner Autorität und Zungenfertigkeit beruhigen konnte. Durch diese Episode erklärt Cicero unrichtigerweise die Entstehung von Popillius’ Beinamen Laenas, der in Wirklichkeit ursprünglich ein etruskischer Gentilname gewesen sein dürfte und im Laufe der Zeit in ein Cognomen umgewandelt wurde.
Vermutlich in seiner Eigenschaft als Ädil verurteilte Popillius Laenas 357 v. Chr. Gaius Licinius Stolo, der sich sehr für die Gleichberechtigung der Plebejer eingesetzt hatte, zu einer Geldbuße, weil Stolo sein eigenes, den Höchstbesitz an Staatsland auf 500 iugera begrenzendes Ackergesetz übertreten haben soll. Im Folgejahr 356 v. Chr. amtierte Popillius Laenas zum zweiten Mal als Konsul, hatte diesmal Marcus Fabius Ambustus zum Amtskollegen und bekriegte erneut die Tiburtiner, die er in ihre Städte zurücktrieb; außerdem verwüstete er ihre Äcker.
Der römische Geschichtsschreiber Titus Livius erwähnt, dass manche Annalisten den Namen des einen Konsuls von 354 v. Chr. mit Marcus Popillius angaben. Dieser wird zumeist mit dem hier behandelten Marcus Popillius Laenas identifiziert, der somit in diesem Jahr zum dritten Mal Konsul gewesen wäre. Eine andere von Livius präsentierte Tradition und die gesamte übrige erhaltene Überlieferung nennen statt Popillius hingegen Titus Quinctius Pennus Capitolinus Crispinus. Der andere Konsul von 354 v. Chr. war jedenfalls der oben erwähnte Marcus Fabius Ambustus.
350 v. Chr. wurde Popillius Laenas zum dritten oder vierten Mal ins höchste Staatsamt gewählt. Ihm fiel, weil sein Mitkonsul Lucius Cornelius Scipio an einer Krankheit laborierte, allein die Aufgabe der Bekämpfung der Gallier zu, die er auch erfolgreich durch zwei aufeinanderfolgende Siege über die Feinde löste. Bei den dabei ausgetragenen Gefechten zog er sich allerdings eine schwere Verletzung zu, indem seine linke Schulter von einem Speer durchbohrt wurde. Aufgrund seines militärischen Erfolgs gegen die Gallier durfte er einen Triumph abhalten.
Sein letztes Konsulat, das sein viertes oder fünftes darstellte, hatte Popillius Laenas 348 v. Chr. gemeinsam mit dem jüngeren Patrizier Marcus Valerius Corvus inne. Danach liegt über ihn keine Überlieferung mehr vor. Sein Sohn war der gleichnamige Konsul von 316 v. Chr.